# Bad Guy (пісня Eminem)
«Bad Guy» — перший трек з восьмого студійного альбому американського репера Емінема The Marshall Mathers LP 2. «Bad Guy» з'єднує сиквел з The Marshall Mathers LP. Є продовженням хіта «Stan». Більшість оглядачів позитивно оцінили зміст пісні.

## Передісторія й тематика
У першій частині Eminem бере на себе роль Метт'ю Мітчелла, молодшого брата Стена, вигаданого персонажа з треку «Stan» з The Marshall Mathers LP, божевільного фана, котрий убиває себе, свою дівчину й ненароджену дитину, оскільки репер не відповідав на його листи, поки не стало запізно. На «Bad Guy» уже дорослий брат Стена жадає помсти.
Метт'ю відвідує будинок виконавця, викрадає його, кидає у багажник свого авта й далі їздить Детройтом, слухаючи The Marshall Mathers LP. Привернувши увагу поліції перевищенням швидкості, Метт'ю змінює план поховати Емінема поряд з могилою брата й гине як Стен. Автомобіль вилітає з моста у річку. Як і в «Stan» Eminem читає останній куплет від свого імені. У другій частині пісні інструментал змінюється, репер бореться у голові зі своїм альтер-еґо, Слімом Шейді.
 «Записом „Bad Guy“ я хотів переконатися, що щось пов'язуватиме альбом з першим The Marshall Mathers LP. […] Метт'ю, молодший брат Стена, повернувся, щоб убити мене. Розпочалося все це лайно. Формально „Bad Guy“ для мене є інтро до платівки. […] Далі йде скіт з того місця, де завершився „Criminal“ з The Marshall Mathers LP. Не знаю чи хтось зрозумів, але саме звідси стартує продовження».

## Запис, продакшн
Пісню поділено на 2 частини. Сара Джаффе, яка разом з S1 входить до гурту The Dividends, виконала приспів. Додаткові клавішні: I.L.O. Звукорежисери: Майк Стрендж, Джо Стрендж і Тоні Кампана.
Біт першої частини зробив австралієць M-Phazes, пізніше S1 додав свій продакшн. «Потім S1 надіслав біт Сарі Джаффе, котра написала пісню, їдучи в автівці». S1 узяв незавершену частину біту A&R з Interscope Records, якому вона одразу дуже сподобалася, тому він передав її Емінему для використання на альбомі. StreetRunner заявив, його частина виникла із семплу «Soana» (автори: Ж. Ревербері, Л. Джордано): «Мій приятель, Вінні Вендітто, зіграв на піаніно й струнних, після цього я став працювати над барабанним брейком, що пасує треку». Перша частина — повторюваний синтезаторний луп зі струнними партіями із «Soana», підкріплений барабанним брейком з «Ode to Billie Joe».

## Чартові позиції
| Чарт (2013)                                   | Найвища позиція |
| --------------------------------------------- | --------------- |
| Велика Британія (The Official Charts Company) | 138             |
| Велика Британія (UK R&B Chart)                | 26              |
| США (Hot R&B/Hip-Hop Songs) (Billboard)       | 38              |